# Cmentarz żydowski w Przerośli
Cmentarz żydowski w Przerośli – kirkut założony w 1839 roku, zajmujący powierzchnię 0,6 ha na której, w obrębie muru w dużej mierze zniszczonego, zachowały się dwadzieścia cztery macewy z napisami w języku hebrajskim. Pochodzą one z początku XX wieku i zostały wykonane z granitu i piaskowca.